# Unihammer
Ein Unihammer-Drucker (Computerdrucker) ist genau wie sein Verwandter, der Nadeldrucker, ein Impact-Drucker und arbeitet ebenso mit einer Druckmatrix.
Unihammer wurden in den 1980er Jahren vor allem von Seikosha hergestellt und waren wegen des günstigen Preises im Heimcomputerbereich, insbesondere für Commodore- und Atari-Computer, beliebt.

## Technik
Anders als beim Nadeldrucker drücken nicht einzeln angesteuerte Nadeln das Farbband gegen das Papier, sondern es ist lediglich ein vertikaler Hammer vorhanden. In Verbindung mit einer Zahnwalze, die sich hinter der Papierbahn befindet und abgestimmt mit der Bewegung des Druckschlittens dreht, gibt es in jedem Moment einen Kreuzungspunkt zwischen dem vertikalen Druckhammer und einem waagerecht verlaufenden Zahn. Wenn der Druckhammer ausgelöst wird, entsteht an diesem Kreuzungspunkt ein einzelner Druckpunkt.
Eine weitere Vereinfachung der Konstruktion gegenüber einem Nadeldrucker ergibt sich aus der direkten Kopplung des Schlittenantriebs und dem der Zahnwalze – der Kopf bewegt sich auch während des eigentlichen Drucks weiter; damit eine senkrechte Linie gedruckt werden kann, ist der Druckhammer leicht in Druckrichtung geneigt.
Bedingt durch die mechanische Kopplung von Schlitten und Zahnwalze ist die waagerechte wie senkrechte Auflösung fix – anders als beim Nadeldrucker sind waagerecht keine unterschiedlichen Qualitäten/Druckauflösungen möglich. Der waagerechte Punktabstand ergibt sich aus der Weite, die der Schlitten zurücklegt, während die Zahnwalze sich um einen Zahn weiterbewegt. Der senkrechte Punktabstand wird durch die Schlagfrequenz bestimmt, deren Takt üblicherweise z. B. durch ein Lamellenrad aus der Umdrehung der Walze gewonnen wird. Wie beim Nadeldrucker wäre eine Erhöhung der vertikalen Auflösung durch Mikrovorschübe möglich, dies wurde aber bei keinem Druckermodell realisiert.
Vorteile:
- geringe Herstellungskosten
- hohe Lebensdauer durch einfache Konstruktion

Nachteile:
- starke Geräuschentwicklung durch hohe Schlagfrequenz (beim MPS 801 ~2100 Hz)
- geringe und nicht variierbare Auflösung
- geringe Druckleistung